# Église de la Présentation de Barachi (Moscou)

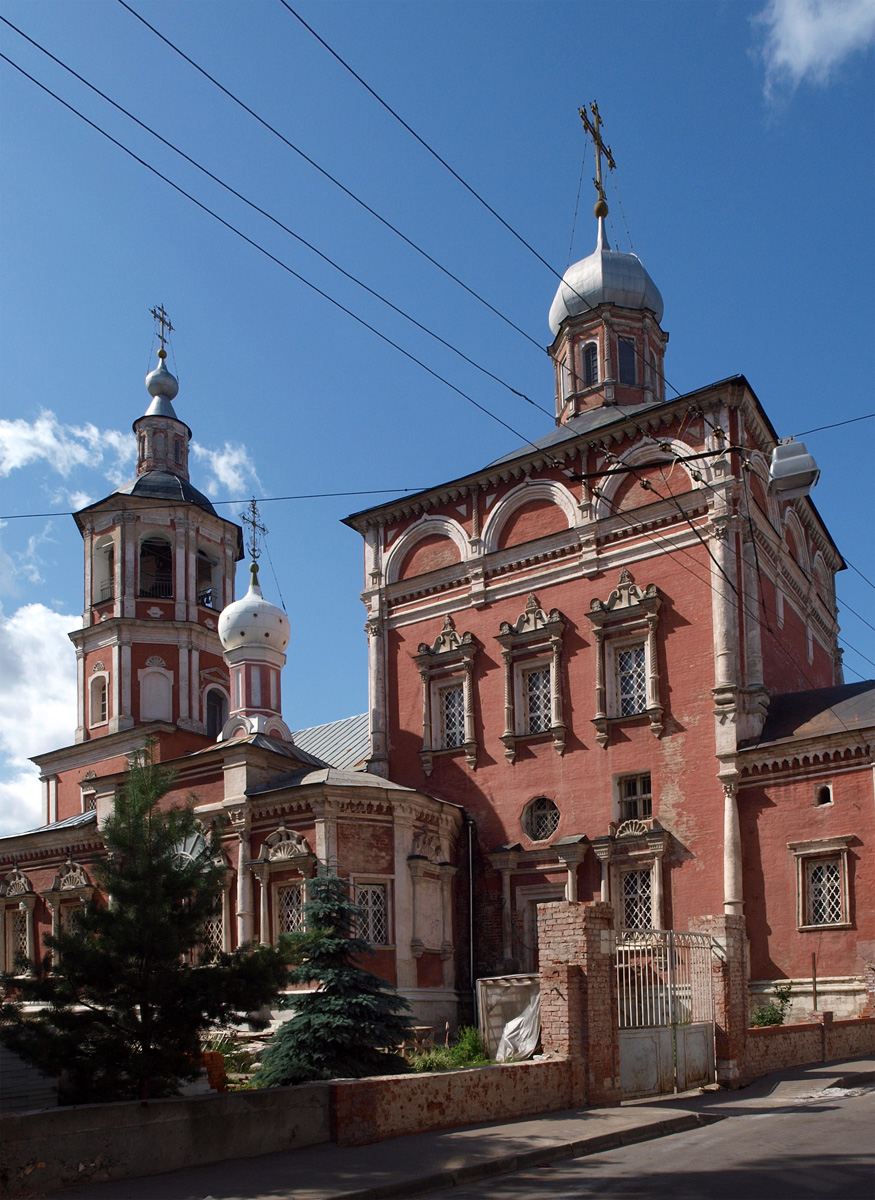
Vue de l'église à partir du chemin Podsosensky.

L'église de la Présentation de Barachi, ou église de la Présentation-sous-les-Pins (Введенская церковь в Барашах), est une église de Moscou située dans l'arrondissement Basmanny. Cette église de rite orthodoxe est vouée à la Présentation de Marie au Temple. Elle dépend du doyenné de la Théophanie de l'éparchie de Moscou. Elle se trouve au numéro 2 chemin Podsosensky et au numéro 8 chemin Barachevsky. Le maître-autel est dédié à la Présentation et les autres à Longin le Centurion et au prophète Élie.

## Historique
Au XVe siècle, les terrains où se trouve l'église appartenaient au monastère Andronikov. Ivan III les détache en 1476 et donne en compensation des terrains au-delà de la Iaouza. Une église est construite placée sous le vocable du prophète Élie (Élie-sous-les-Pins), avec autour une sloboda (faubourg) du nom d'Ilinskaïa (c'est-à-dire d'Élie - Ilya en russe). Une autre sloboda se forme au XVIe siècle sous le nom de Barachi (du mot « bara », peau tannée). Les barachi à cette époque étaient des serviteurs du tsar qui devaient monter et démonter les tentes de campagne faites de peaux tannées et de fourrures. En 1620, les sources écrites mentionnent deux églises paroissiales dans la sloboda: l'église de la Résurrection et l'église de la Présentation.
En 1647, une nouvelle église de la Présentation est entièrement construite en pierre et le maître-autel consacré à la Présentation (celui d'Élie en 1653 et celui de Longin en 1668, ce dernier étant considéré comme protecteur de la famille du souverain). L'église actuelle est quant à elle construite en 1688 avec cent mille briques. Le premier autel à être consacré est celui de Longin en 1698 (au nord), puis celui d'Élie en 1699. Des éléments de l'église précédente servent à la construction de la nouvelle église. L'édifice est terminé en 1701, comme l'indique un antimension. L'église est d'un beau style baroque moscovite, avec ses corniches, ses entablements et archivoltes décorés, ses colonnes, ses kokochniks etc., notamment sur les façades de la partie basilicale ayant la forme d'un quadrilatère.
Après l'incendie de 1737, elle est restaurée et l'on construit un clocher en 1741. L'édifice est réaménagé en 1815 (légèrement agrandi) avec de nouvelles iconostases. Les modifications durent jusqu'en 1837.
L'église est fermée le 9 février 1932 au cours d'une campagne d'athéisme menée par les autorités locales. Elles exigent non seulement de la fermer, mais aussi de la démolir, afin de construire un immeuble d'habitation à sa place. La plupart des icônes sont transférées à la galerie Tretiakov. Finalement, l'église n'est pas démolie et on y installe un foyer d'ouvriers en bâtiment, puis un atelier de produits électriques. En 1948, au cours de la démolition de murs intérieurs pour les nécessités de l'atelier, trois squelettes sont découverts. L'atelier déménage en 1977-1979, laissant derrière lui un édifice très sérieusement endommagé (comme le montre cette photographie: vue de l'église). Des travaux partiels de restauration ont lieu ensuite (avec la réparation partielle du clocher autour de 1983 et la remise de la croix). L'église vide reste entourée de palissades. La restauration véritable ne commence que dans les années 1990 et elle est rendue au patriarcat de Moscou en 1993.

## Illustrations

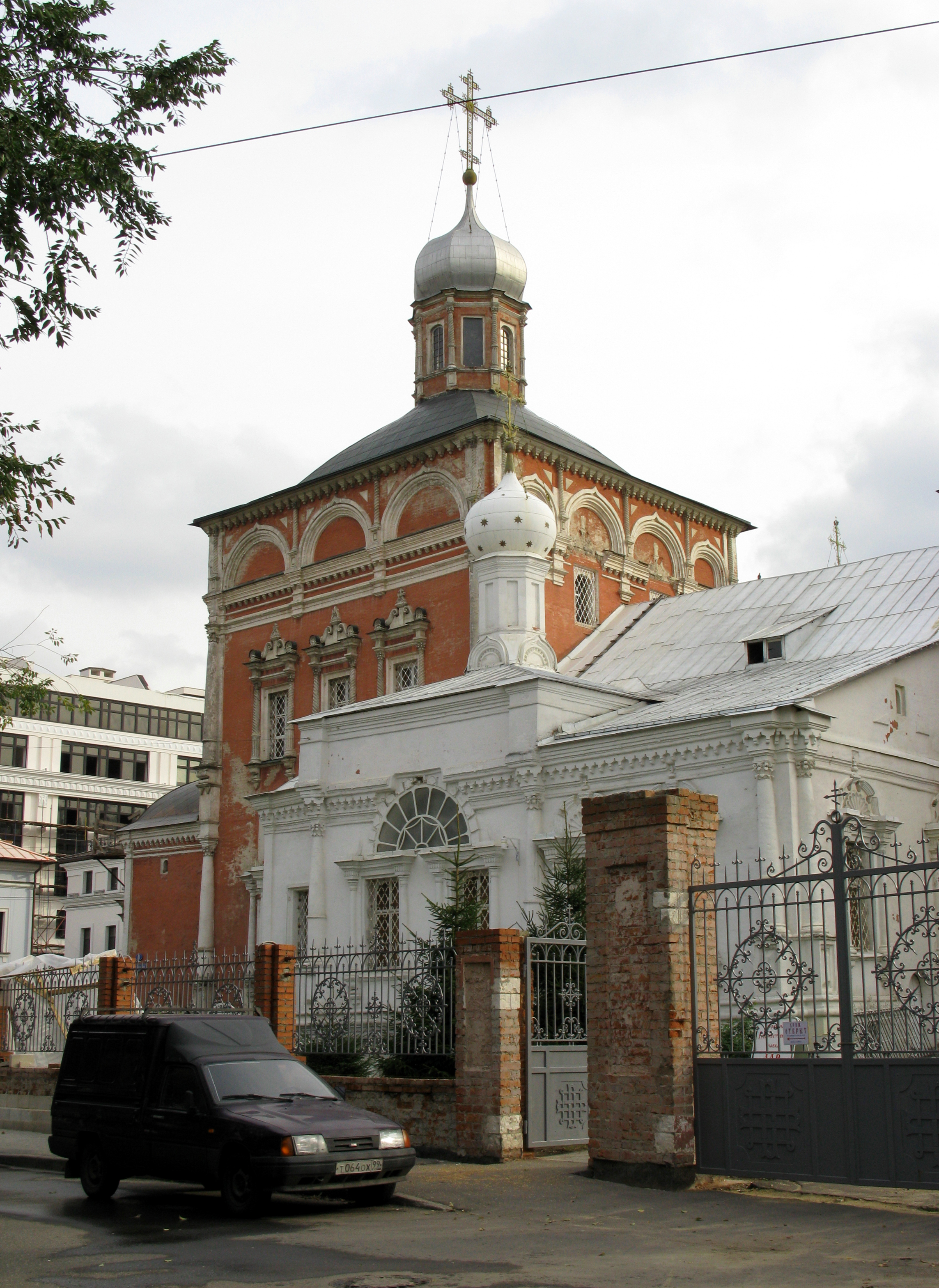
Vue de l'église
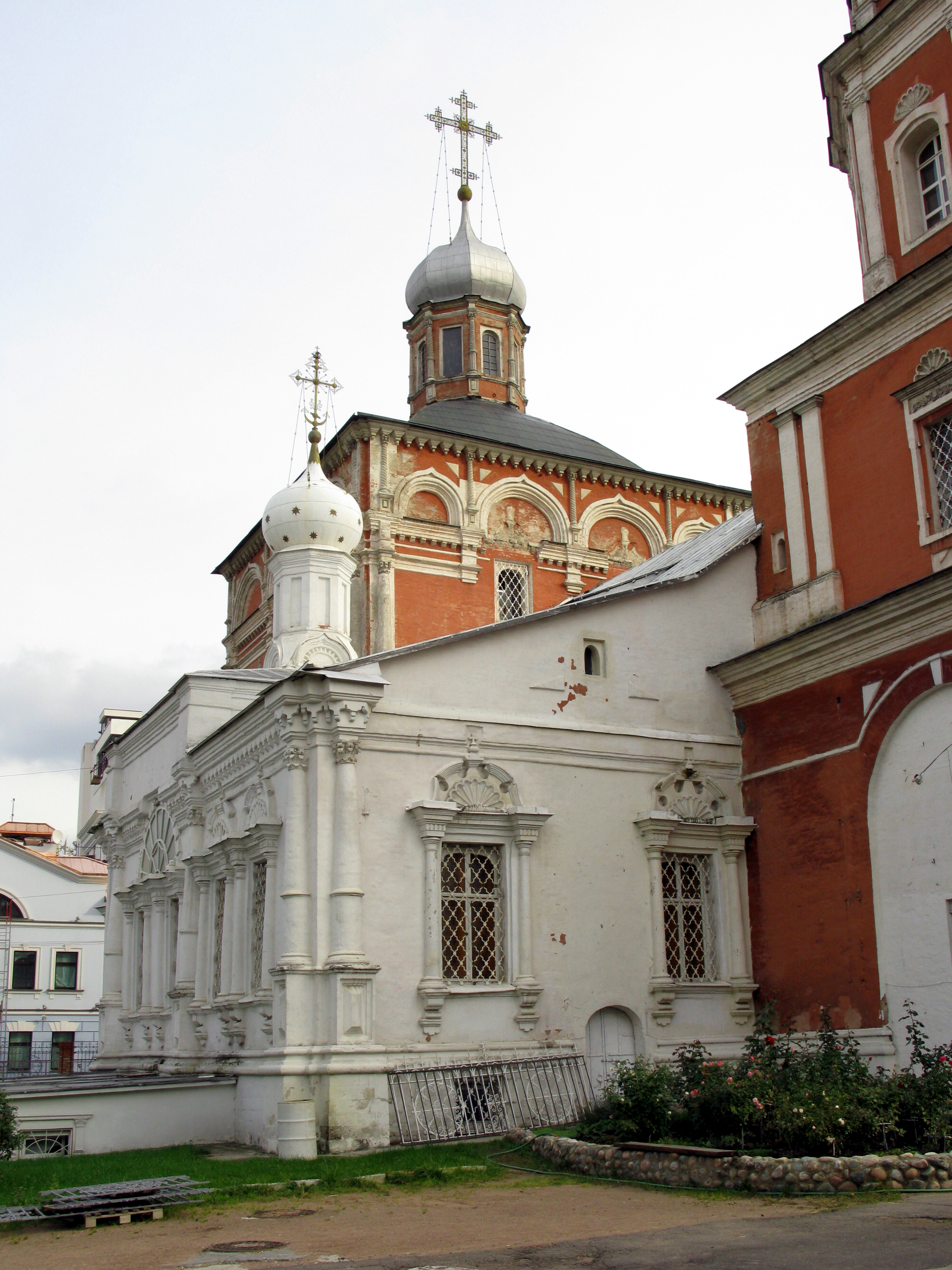
Vue de l'église
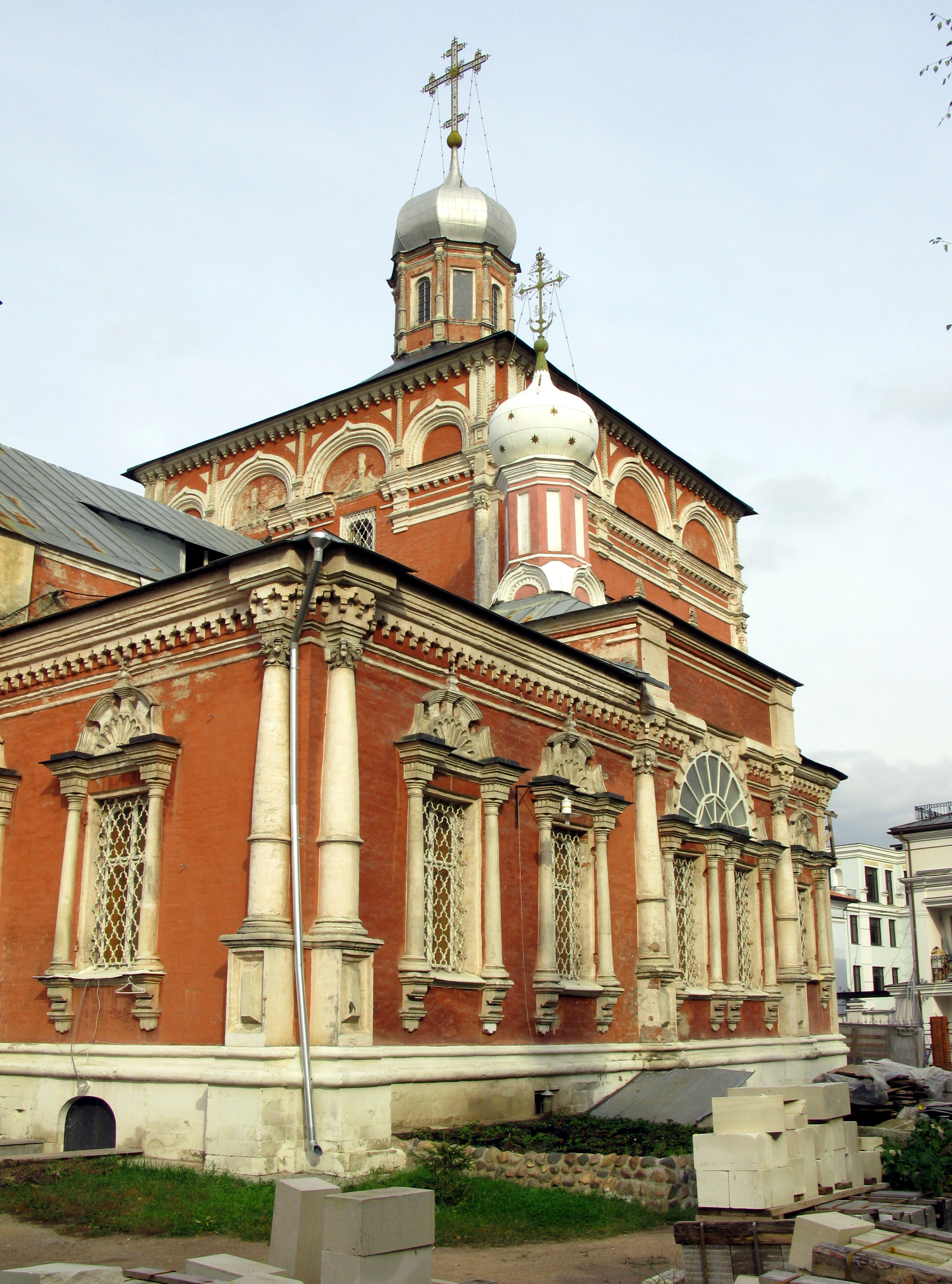
Vue de l'église

## Source
- (ru) Cet article est partiellement ou en totalité issu de l’article de Wikipédia en russe intitulé « Введенская церковь в Барашах » (voir la liste des auteurs).